# Wessex
Pour les articles homonymes, voir Wessex (homonymie).
519–927
Entités précédentes :
- Grande-Bretagne post-romaine

Entités suivantes :
- Royaume d'Angleterre

Le Wessex est l'un des royaumes fondés par les Anglo-Saxons en Angleterre durant le Haut Moyen Âge. Il s'étend sur une partie du Sud-Ouest de la Grande-Bretagne, entre la Domnonée à l'ouest, la Mercie au nord et les royaumes de Kent, de Sussex et d'Essex à l'est.
Au IXe siècle, le Wessex est le dernier royaume anglo-saxon à résister aux invasions vikings. Le roi Alfred le Grand (871-899) lutte avec succès contre eux, et ses héritiers parviennent à achever la conquête de tous les anciens royaumes anglo-saxons, donnant naissance au royaume d'Angleterre, sur lequel la maison de Wessex règne jusqu'à la mort du roi Édouard le Confesseur, en 1066, suivie de près par la conquête normande.

## Histoire

### Origines
Le Wessex aurait été fondé, selon la Chronique anglo-saxonne, par le chef Cerdic lorsqu'il aborde les côtes du Hampshire en 495. Il est donc considéré comme étant le fondateur de la Maison de Wessex. En 508, il aurait battu le roi breton Natanleod à la bataille de Netley[Information douteuse], avant de s'imposer comme chef des Saxons de l’Ouest après une bataille à Cerdicesford (Charford) au nord de Southampton. Il conquiert également l'Île de Wight en 530 et meurt en 534, laissant son fils (ou petit-fils) Cynric lui succéder. Le règne de Cynric dure, selon les sources, 17 ou 26 ans. Certains voient en lui le meneur des Saxons à la bataille du Mont Badon vers l'an 500, dernière défaite contre les Bretons. Quelques années avant sa mort, il enlève la cité de Old Sarum près de Salisbury en 552.
Son fils Ceawlin, monté sur le trône en 560, est qualifié par Bède le Vénérable de bretwalda, chef d'une partie (ou de la totalité) des royaumes anglo-saxons d'Angleterre. Lui-même est déposé en 591 par Ceol, qui subira le même sort de la part de son frère Ceolwulf en 597. Ceolwulf ne peut garantir une paix durable sur le royaume et règne jusqu'à sa mort en 611. Son neveu Cynegils lui succéda.
C'est Cynegils qui autorise, en 634, l'envoyé du pape Honorius Ier, Birinus, à venir évangéliser le royaume. Ce dernier reçoit en don la cité de Dorchester de la part de Cynegils, afin d'y installer un siège épiscopal. En retour, Birinus lui donne le baptême l'année suivante, faisant de lui le premier roi chrétien du Wessex.
Durant le VIIe et VIIIe siècles, la Mercie du roi Penda et de ses successeurs domine l'Angleterre et le Wessex subit ses assauts comme le font les autres royaumes anglo-saxons. Ainsi, les territoires au nord de la Tamise et du comté d'Avon sont perdus au profit des Merciens, ce qui incite le Wessex à accroître sa pression sur le sud, notamment vers le Devon et la Domnonée.

### Ascension
L'arrivée sur le trône d'Ecgberht marqua le début de la montée en puissance du Wessex vis-à-vis des autres royaumes de l'Heptarchie. Entre 813 et 825, Egbert repousse les peuples celtiques du sud-ouest jusqu'à la rivière Tamar dans un territoire qui sera la Cornouailles, officiellement une terre vassale du Wessex.
La bataille d'Ellendun en 825 sonne le glas de suprématie de la Mercie, à l'issue de laquelle Ecgberht envahit les royaumes de Kent et d’Essex, qu'il ajouta par la suite à ses domaines, le Surrey et le Sussex allant plus tard se soumettre d'eux-mêmes. En 829, Egbert envahit finalement la Mercie et contraint son roi Wiglaf à l'exil, tandis que la Northumbrie se soumet la même année à Dore. Egbert devient ainsi le premier des souverains d'une Angleterre saxonne unifiée et règne même un temps sur la Mercie.

### Les Vikings
À sa mort en 839, ses domaines sont partagés entre son fils Æthelwulf, qui règne sur le Wessex, et Æthelstan (fils d'Ecgberht ou plus vraisemblablement d'Æthelwulf), qui devient vice-roi du Kent. Le règne d'Æthelwulf (839-858) est marqué par l'arrivée des Vikings danois sur les côtes de l'Angleterre. Leur Grande Armée, débarquée en 865, se taille très vite un royaume autour de York. Les Vikings n'hésitent pas à effectuer plusieurs raids sur le Wessex auxquels doivent faire face les deux derniers fils d'Æthelwulf, Æthelred et Alfred.
Le règne d'Alfred commence à la mort de son frère en 871. En 878, après la bataille d'Edington, il permet au Wessex de redéfinir les frontières avec les territoires vikings de ce qui deviendra le Danelaw. L'essentiel de sa politique consiste à mener une guerre d'usure contre les Danois, qu'il finira par mettre en déroute en 897. Son domaine s'étend sur la quasi-totalité de l'Angleterre, cantonnant les Danois sur la côte est. Sa victoire sur les Vikings permet une réorganisation de son royaume en matière administrative, fiscale et militaire, par la création notamment d'une force navale permanente. Son œuvre dans les autres domaines de la société anglo-saxonne, telles que l'éducation et la justice, est également indéniable, au point qu'il est le seul souverain britannique à obtenir le qualificatif de « Grand ».
À la mort d'Alfred le Grand en 899, son fils Édouard l'Ancien lui succède. Avec son beau-frère Æthelred de Mercie et sa sœur Æthelflæd, il combat lui aussi les Vikings et entreprend un programme d'expansion, s'emparant de territoires danois qu'il fortifie. En 918, Édouard contrôle toute l'Angleterre au sud du Humber. Cette même année, la mort d'Æthelflæd entraîne l'intégration totale de la Mercie au sein du Wessex. Mais Édouard meurt en 924, ne pouvant parachever l'unification de l'Angleterre. C'est son fils Æthelstan qui réalise l'ambition de son père en devenant le premier à régner directement sur la totalité de l'Angleterre après la conquête de la Northumbrie en 927. C'est sous le règne d'Æthelstan que la destinée du Wessex se confond avec celle de l'Angleterre.